# Petit-Lac-Sainte-Anne
Petit-Lac-Sainte-Anne est un territoire non organisé situé dans la municipalité régionale de comté de Kamouraska, dans la région administrative du Bas-Saint-Laurent, au Québec.

## Géographie
Il couvre un territoire de 190 km2.
À partir du Petit lac Sainte-Anne, dans le nord-ouest de la municipalité, la rivière Sainte-Anne coule vers le nord-ouest.
À partir de son crénon, dans le sud-est, la rivière des Cinq Milles coule vers le sud.
À partir de son crénon, dans le sud-est, la rivière des Deux Milles coule vers le sud-est.

## Histoire
Son nom a été officialisé le 13 mars 1986 à la Commission de toponymie du Québec.

## Démographie
| 2011 | 2016 | 2021 |
| ---- | ---- | ---- |
| 0    | 0    | 0    |